# Navigatie Gevechts-Informatie School
De Navigatie Gevechts-Informatie School (NAVGIS) was een opleidingsinstituut van de Koninklijke Marine in Den Helder waar tussen 1949 en 1976 matrozen (beroeps en dienstplichtigen) werden opgeleid voor het brevet Radio Afstand Peiler Plot tweede klasse (RAPP 2).

## Aanloop
Toen tijdens de Tweede Wereldoorlog de radar zijn intrede deed op de schepen van de Koninklijke Marine ontstond de behoefte aan mensen die kennis hadden van radar. Daarom werden in eerste instantie matrozen opgeleid voor het brevet Radio Afstand Peiler Plot (RAPP). Later werden er ook kaderleden opgeleid. Zij behoorden aanvankelijk tot de speciale diensten, later werd het een eigen dienstvak: de Navigatie Gevechts-Informatie Dienst (NGID).
In Nederland werden de eerste opleidingen om de radar te bedienen en te gebruiken in 1946 gegeven aan boord van het radarinstructieschip Soemba.

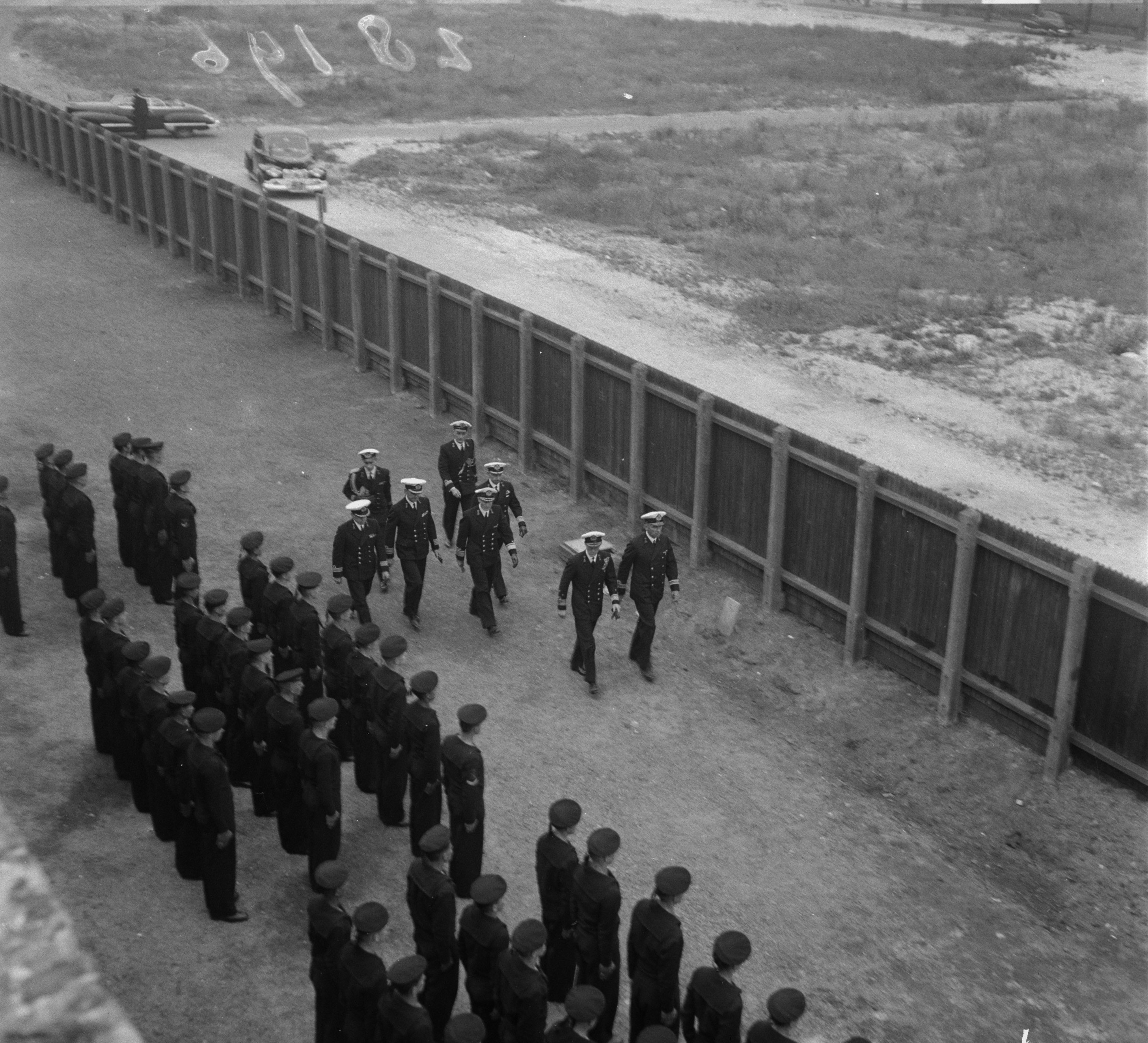
Prins Bernhard inspecteert ARGIS (26 juni 1948).

## NAVGIS
In maart 1949 ging in de Fort Oostbatterij, aan de Kanaalweg in Den Helder, met de Artillerie Gevechts-Informatie School (ARGIS) de eerste opleiding tot Navigatiedienst-officier in Nederland van start. In augustus begon de opleiding tot Radio Afstand Peiler Plot (RAPP). Met de verhuizing van de Artillerieschool naar Fort Erfprins in 1951 veranderde de naam ARGIS in NAVGIS: de Navigatie Gevechts-Informatie School.
De in de westflank van Fort Oostbatterij gehuisveste interlokale telefooncentrale werd op 15 januari 1962 overgeplaatst naar Fort Harssens. Tevens werd er een aanvang gemaakt voor een interne verbouwing voor het verbindingscentrum, waardoor een doelmatiger indeling van de werkruimten werd verkregen.
Op 19 november 1963 bezocht de toenmalige prinses Beatrix NAVGIS, terwijl haar vader prins Bernhard er op 7 oktober 1968 een werkbezoek bracht. Het 25-jarig bestaan van NAVGIS werd gevierd op 26 maart 1974.
Op 26 augustus 1976 werd de opleidingslocatie van de NAVGIS gesloten. Vanwege de ophoging tot deltahoogte van de Helderse zeedijk moest de Fort Oostbatterij namelijk worden gesloopt.

## Vervolg
NAVGIS werd geïntegreerd in de Operationele School (OPSCHOOL) te Den Helder. Net als NAVGIS leverde ook deze OPSCHOOL personeel voor het dienstvak Navigatie Gevechts-Informatie Dienst (NGID). Overigens ging het dienstvak NGID in 1979 op in de Operationele Dienst Operaties (ODOPS) van de Koninklijke Marine.
De Operationele School, die werd gevestigd in een nieuw gebouw op de Marinekazerne Willemsoord en op 10 december 1976 in dienst werd gesteld, was voortgekomen uit het samengaan van de NAVGIS, de Onderzeebootbestrijdingsschool, de Verbindingsschool en de Artillerieschool. In 1984 werd hier nog de School voor Scheepsonderofficieren aan toegevoegd. In 1996 werd de opleiding omgedoopt tot de Nederlands-Belgische Operationele School (NLBEOPS), vanwege de nauwe samenwerking met de Belgische marine. In 2013 kreeg deze opleiding een nieuw schoolgebouw op het Nieuwe Haven-terrein. Naast Belgische en Nederlandse cursisten en opleiders, maken ook cursisten uit onder andere Duitsland, Australië, Indonesië, Noorwegen, de Verenigde Staten, Canada en het Verenigd
Koninkrijk gebruik van de faciliteiten.

## Wapenschild NAVGIS
Zoals vele marine-inrichtingen en -schepen had ook NAVGIS een wapenschild. Op het wapenschild staat een in azuur geplaatst zilveren spinnenweb, beladen met een stuurrad van keel, waarin een omgewende vliegende adelaar van goud. De embleemspreuk PERPETUO VIGILANS IN PROELIO VEHEMENTER ('voortdurend waakzaam, onstuimig in de strijd') staat weergegeven in Latijnse letters van goud op een lint van azuur.
Het embleem verwijst naar het centrale belang van de navigatie- en gevechtsinformatie in de marine, terwijl het spinnenweb het symbool is voor de verbindingslijnen waarlangs die informatie wordt doorgegeven. Het stuurrad staat voor de navigatie, de adelaar voor het gevecht.